# 素ラーメン
素ラーメン（すラーメン）とは、鳥取県鳥取市で供されるご当地ラーメン。うどんの汁に中華麺を入れた料理である。具には天かす、ネギ、カマボコ、モヤシなどが使用される。「鳥取市民のソウルフード」と呼ばれる。
1955年ごろに鳥取市内の「武蔵屋食堂」で学生向けに安価でおいしく、量が多いものを提供することを目的として発売された。
鳥取市内では「県庁食堂」「大ろや民芸喫茶食堂」や、「トスク本店 おでん・めんコーナー」、「元気亭」などでも提供されている。かつては「鳥取市役所食堂」でも提供されており名物となっていたが、2019年に市役所が移転することに伴い、同年10月に提供を終了している。最終日は市役所食堂を利用した客の9割がスラーメンを注文した。
市役所の素ラーメンは漫画およびテレビドラマ『孤独のグルメ』にて紹介されている（下記#関連項目参照）。
その後、鳥取市役所新庁舎内の「すなば珈琲」にて、香素ラーメン（かすラーメン）として提供されている。
また、鳥取市内にある「日本海自動車学校」内にある食堂で、旧市役所の素ラーメンを再現したものが販売されている
「武蔵屋食堂」では、2016年9月より自家製麺の原材料となる小麦を鳥取県産小麦100％に切り替えている。2018年には武蔵屋食堂が冷蔵麺パックと真空パックされたスープを家庭用、土産用に開発し、鳥取県東部を基盤とするスーパーマーケットサンマートなどで販売を行った。
また、スーパーマーケット「まるごう」でも独自に素ラーメンが販売されている。
和風だしに中華めんの組み合わせは、姫路駅の「えきそば」など各地にみられる（詳細は黄そばを参照）。

## 冷やしラーメン
鳥取市役所の旧食堂では、夏季限定のバリエーションとして出汁、麺を共に冷やしてゴマ油を効かせ、冷やしたうどんの汁をスープにした「冷やしラーメン」を販売していた。